# 영연방 수장
영연방 수장(Head of the Commonwealth)은 현재 56개 주권국가로 구성된 기구인 영연방을 상징하는 명목상 지도자이다. 정해진 임기는 없으며 모든 영연방 회원국들의 일상적인 통치에 관여하지 않는다. 현 수장은 찰스 3세 왕이다.
1949년까지 영연방은 각각 조지 6세를 군주로 둔 8개국으로 구성되었다. 인도는 공화국이 되고 싶었지만 영연방을 떠나고 싶어하지도 않았기 때문에 1950년에 인도가 공화국이 되며 영연방 수장이라는 칭호가 만들어졌다. 그 후 엘리자베스 2세 여왕의 치세 동안 파키스탄, 스리랑카, 가나, 싱가포르를 포함한 다른 몇몇 영연방 국가들도 공화국이 되었지만, 영연방의 일원으로서 엘리자베스 2세를 영연방 수장으로 인정했다.

## 목록
| 대수 | 초상화 | 이름                             | 재임            | 재임            | 재임       |
| 대수 | 초상화 | 이름                             | 시작            | 끝              | 기간       |
| ---- | ------ | -------------------------------- | --------------- | --------------- | ---------- |
| 1    |        | 조지 6세 (1895년 ~ 1952년)       | 1949년 4월 28일 | 1952년 2월 6일  | 2년 284일  |
| 2    |        | 엘리자베스 2세 (1926년 ~ 2022년) | 1952년 2월 6일  | 2022년 9월 18일 | 70년 214일 |
| 3    |        | 찰스 3세 (1948년 ~ )             | 2022년 9월 8일  | 재임 중         | 230일      |